# Czechosłowacka Jednostka Przeciwchemiczna

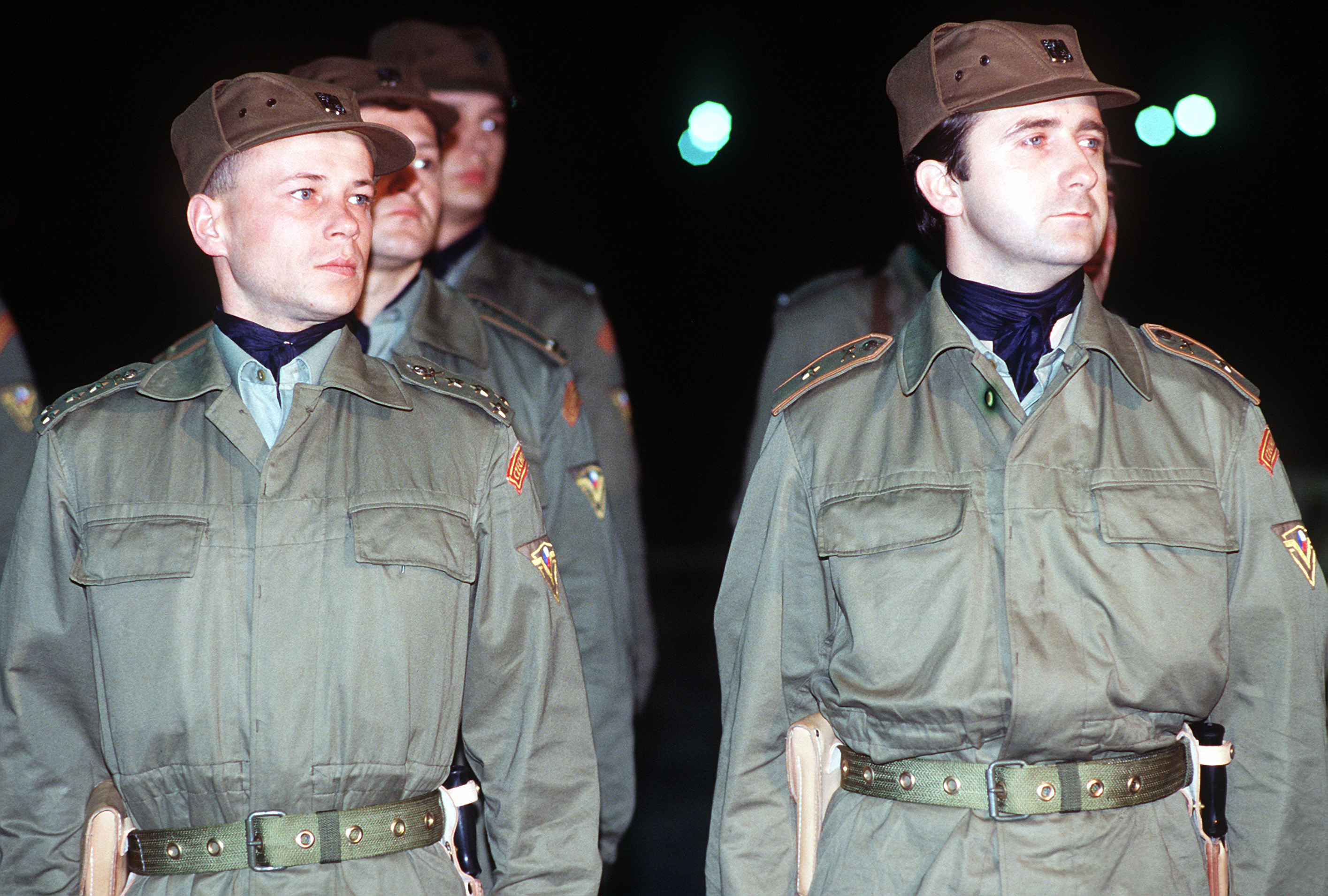
Żołnierze czechosłowaccy w Arabii Saudyjskiej

Czechosłowacka Jednostka Przeciwchemiczna (czes. Československá protichemická jednotka) – wydzielony komponent Sił Zbrojnych Czeskiej i Słowackiej Republiki Federalnej, przeznaczony do zabezpieczenia przeciwchemicznego wojsk koalicyjnych podczas I wojny w Zatoce Perskiej w latach 1990–1991.

## Historia
2 sierpnia 1990 irackie dywizje pancerne i zmechanizowane zaatakowały i zajęły Kuwejt. Rada Bezpieczeństwa wezwała agresorów do wycofania się, a po braku odpowiedzi nałożyła sankcje i embarga. Władze saudyjskie obawiały się uderzenia wojsk Saddama Husajna i poprosiły społeczność międzynarodową na czele z USA i ONZ o pomoc w odparciu ewentualnej inwazji. Administracja George’a H.W. Busha szybko utworzyła koalicję antyiracką, której siły w październiku sięgnęły 220 000 żołnierzy z kilkudziesięciu państw.
23 września 1990, czechosłowackie Zgromadzenie Federalne wydało decyzję o dołączeniu do nich 200 żołnierzy wojsk chemicznych, mających zabezpieczać siły koalicyjne podczas operacji Pustynna Tarcza, a po rezolucji Rady Bezpieczeństwa zezwalającej na zbrojne wyzwolenie Kuwejtu, także i kontruderzenia aliantów.
Była to pierwsza zagraniczna operacja sił zbrojnych Czechosłowacji (nie licząc udziału oficerów w Komisji Nadzorczej Państw Neutralnych w Korei).

### Kalendarium
- 23 września 1990 – na wniosek prezydenta i ministra obrony Zgromadzenie Narodowe Czechosłowacji wydaje decyzję o wysłaniu do Zatoki Perskiej 200-osobowej, w pełni ochotniczej jednostki przeciwchemicznej.
- 10 października 1990 – rozpoczęcie formowania kontyngentu.
- 11–15 grudnia 1990 – przetransportowanie CzJPChem do Arabii Saudyjskiej (za pomocą Lockheed C-5 Galaxy United States Air Force).
- 1 stycznia 1991 – rozmieszczenie oddziałów w punktach docelowych przy jednostkach saudyjskich.
- 18 stycznia 1991 – na skutek niewłaściwego posługiwania się bronią zginął sierżant Peter Simonka – jedyna śmiertelna ofiara misji CzJPChem (podczas niej zostało rannych także 4 innych żołnierzy).
- 27 lutego 1991 – przekroczenie granicy z Kuwejtem przez brygady saudyjskie, wspomagane przez czechosłowackie oddziały przeciwchemiczne, które rozpoczynają likwidację składowisk BMR, zakończoną następnego dnia wraz z zawieszeniem broni.
- 1 marca 1991 – wycofanie oddziałów chemicznych ze strefy frontowej.
- 28 marca 1991 – początek wycofywania się CzJPChem do Czechosłowacji.

Czechosłowacka Jednostka Przeciwchemiczna przestała istnieć pod koniec maja, po powrocie wszystkich żołnierzy z Arabii Saudyjskiej (w tym tych, których pozostali w Arabii Saudyjskiej jako instruktorzy).

## Struktura organizacyjna
- Dowództwo i sztab CzJPChem – płk Ján Való
  - 1 Oddział Chemiczny – przy 4 Brygadzie Pancernej
  - 2 Oddział Chemiczny – przy 20 Brygadzie Zmechanizowanej
  - 3 Oddział Chemiczny – przy King Khalid Military City
  - Oddział Medyczny – przy King Khalid Military City